# Coupe du monde de saut d'obstacles 1978-1979
Navigation
Édition suivante
La coupe du monde de saut d'obstacles 1978-1979 est la 1re édition de la coupe du monde de saut d'obstacles organisée par la FEI. La finale se déroule à Göteborg, en avril 1979.

## Ligues

### Ligue européenne
Cette ligue européenne se déroule en neuf étapes.
| Ville    | Pays   | Début         | Fin           | Vainqueur                         |
| -------- | ------ | ------------- | ------------- | --------------------------------- |
| Bordeaux | France | décembre 1978 | décembre 1978 | Christian Huysegoms sur Katapulte |
| Genève   | Suisse | 1979          | 1979          | Nick Skelton sur Everest Lastic   |

### Ligue nord-américaine
Cette ligue nord-américaine se déroule en sept étapes.

## Classement après la finale
| Pos. | Cavalier          | Nationalité | Cheval              |
| ---- | ----------------- | ----------- | ------------------- |
| 1    | Hugo Simon        | Autriche    | Gladstone           |
| 2    | Katie Monahan     | États-Unis  | The Jones Boy       |
| 3    | Norman Dello Joio | États-Unis  | Allegro             |
| 3    | Eddie Macken      | Irlande     | Carrolls of Dundalk |